# Harley-Davidson W
La Harley-Davidson Modèle W, aussi connu comme la Sport Twin, est une moto fabriquée par Harley-Davidson, de 1919 à 1923. Exceptionnellement pour une Harley-Davidson, le Modèle W était équipé d'un moteur flat-twin et d'une fourche à lames. Le Modèle W battit des records de vitesse sur les pistes de New York à Chicago et de la frontière entre le Canada et les États-Unis à celle du Mexique. Le ralentissement des ventes sur le marché intérieur entraîna la fin de sa production au bout de quatre ans.

## Conception

Système de breveté W. S. Harley. À noter les bouchons à vis dans les culasses donnant accès aux soupapes.

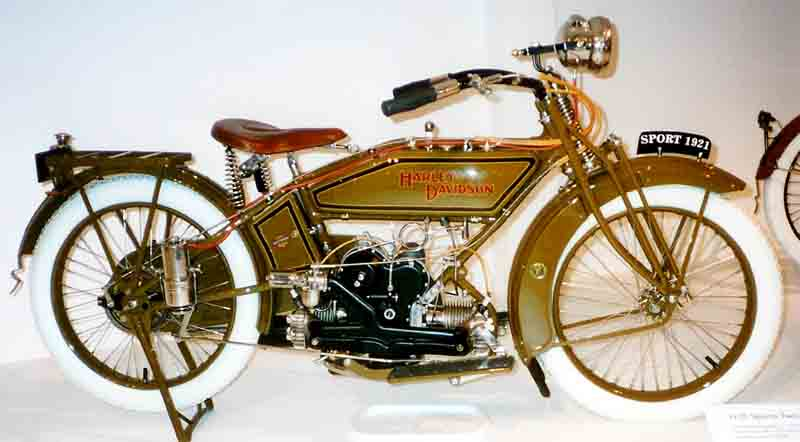
1922 Harley-Davidson WJ

L'intention de Harley-Davidson était d'introduire un nouveau modèle de taille moyenne qui, en augmentant la taille du marché de la moto, devait attirer de nouveaux motards avec un produit d'entrée de gamme . Le concept, qui copiait la moto anglaise Douglas flat-twin avec les cylindres dans l'alignement du cadre ,,, proposait plusieurs fonctionnalités destinées à attirer de nouveaux motocyclistes sur le marché, notamment un moteur plus fluide qu'une Harley-Davidson V-twin typique, un centre de gravité plus bas facilitant les manœuvres et une conception permettant aux pilote et à la moto de moins se salir avec l'huile et les saletés que l'huile attirait . Tout cela rendant son utilisation plus propre car il y avait moins de compartiments d'huile, la transmission et l'embrayage étant intégrés au carter moteur, ce qui permettait à l'huile de s'échapper moins facilement ,,. De plus, un boîtier de chaîne de transmission en option permettait d'empêcher le lubrifiant de la chaîne de salir la moto et les vêtements du pilote ,,,.

### Transmission
Les composants du moteur furent conçus pour faciliter l'accès et l'entretien ,. Les guides de soupapes et vannes pouvaient être enlevées sans sortir le moteur de la moto . Les culasses étaient intégrées au moteur. Le collecteur d'admission et d'échappement étaient coulés en une seule pièce , permettant aux gaz d'échappement de chauffer le mélange de carburant pour améliorer sa pulvérisation ,,. Le moteur avait un grand volant externe sur le côté gauche , semblable à celui des mono cylindres horizontaux des Moto Guzzi .
Le moteur du Modèle W Harley-Davidson fut le premier moteur flathead , et sa transmission a été la première d'une Harley-Davidson logé dans le carter moteur ,. La transmission comprenait un engrenage hélicoïdal, un embrayage humide et une boîte à trois vitesses . Le moteur était un élément porteur du cadre ,.

### Suspensions
La suspension avant était un modèle à lames ,, contrairement aux autres Harley-Davidson , qui utilisaient des fourches à balancier à l'époque .

### Système électrique et allumage
Le Modèle W utilisait initialement une magnéto comme système d'allumage, mais une batterie et un système de bobine fut disponible avec le Modèle WJ en 1921. Le Modèle WF continua d'utiliser une magnéto d'allumage . L'éclairage électrique est devenu disponible sur le Modèle W à partir de 1920 ,.

### Accessoires et garnitures
Le Modèle W était équipé d'un porte-bagages standard sur le garde-boue arrière ,. En 1921, les logos de réservoir furent modifiés pour être semblables à ceux des plus gros V-twin Harley-Davidson ,.

## Records d'endurance
En juillet 1919, le Modèle W est devenu le premier véhicule à moteur de tout genre à escalader le Mont San Antonio, à proximité du Mont Baldy, en Californie ,,. Un entrepreneur a roulé sur un Modèle W durant 1 200 km à travers la Vallée de la Mort sur les sites d'arpentage pour les hôtels et les lignes de chemin de fer, sans aucun problème avec la moto . Hap Scherer, un publicitaire pour Harley-Davidson , établit un record de temps sur les courses d'endurance depuis la Colombie-Britannique jusqu'à Tijuana et de New York à Chicago .

## Fin de la production

Moto à structure poutre avec transmission modèle W, brevetée par W. S. Harley et A. Ziska, Jr

Le Modèle W ne s'est jamais bien vendu aux États-Unis ,,, et la clientèle attendue de nouveaux pilotes prenant le départ sur une Sport Twins ne se manifesta pas de façon importante . En 1920, un an après l'introduction du Modèle de W, Indian commença à proposer la Scout, qui était similaire en taille, plus rapide, et beaucoup plus populaire ,. Le modèle W coûtait plus cher qu'un modèle Ford T d'occasion et représentait environ neuf dixièmes du prix d'une moto Harley-Davidson V-Twin d'un litre, ce qui ne le rendait pas attrayant, ni comme moyen de transport de base ni comme véhicule sportif . Bien que le Modèle W se soit bien vendu en Europe , Harley-Davidson arrêta sa commercialisation en 1923 en faveur de la promotion de ses modèles monocylindres .
William S. Harley et Adam Ziska Jr. brevetèrent une structure à poutre en acier à utiliser avec la transmission du modèle W .

## Collection et exposition

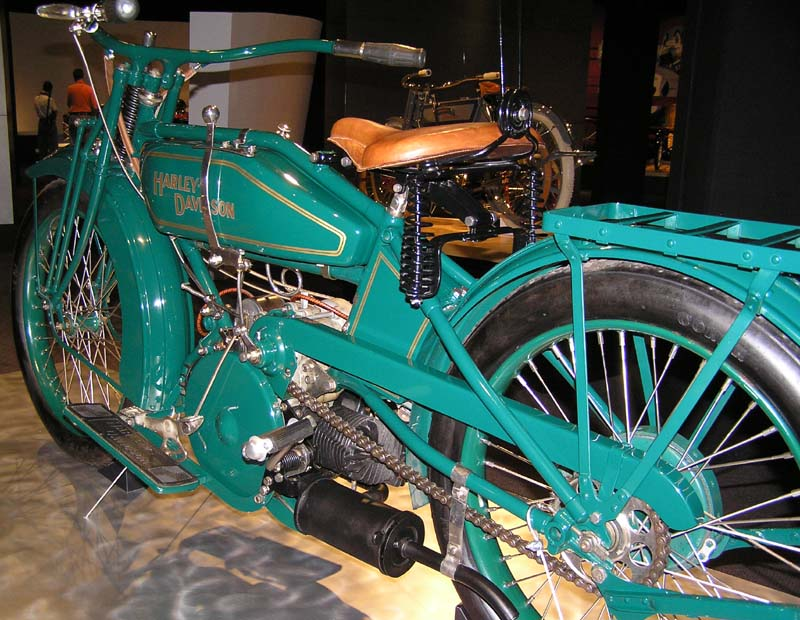
Harley-Davidson W 1919 exposée au printemps 2005 à l'exposition The Art of the Motorcycle à Memphis, Tennessee, États-Unis

Un Modèle W Sport Twin a été prêté par le Chandler Vintage Museum of Transportation and Wildlife au Musée Solomon R. Guggenheim pour l'exposition The Art of the Motorcycle de 1998 à New York, et à l'Automne 2001 au Guggenheim Las Vegas show . À la suite du printemps 2005, l'exposition The Art of the Motorcycle exhibition at Wonders : The Memphis International Cultural Series présenta un modèle W de la collection de Bob McClean du Motorcycle Hall of Fame ,.